# Вайсман Олександр Наумович
Олександр Наумович Вайсман (нар. 4 червня 1938, Харків — 5 травня 2019 — український, радянський шахіст, заслужений тренер України.
 Чемпіон України 1975 року.

Серед його учнів — гросмейстери Валерій Невєров, Борис Альтерман, Антон Коробов, Олександр Берелович, Тетяна Василевич, Олександр Стрипунський та ін.

## Результати виступів у чемпіонатах України
| Рік  | Місто           | Турнір                 | + | −  | = | Результат | Місце      |
| ---- | --------------- | ---------------------- | - | -- | - | --------- | ---------- |
| 1958 | Київ            | 27-й чемпіонат України | 0 | 10 | 6 | 3 з 16    | 17         |
| 1968 | Київ            | 37-й чемпіонат України | 5 | 5  | 7 | 8½ з 17   | 10 — 13    |
| 1973 | Дніпропетровськ | 42-й чемпіонат України | 6 | 2  | 5 | 8½ з 13   | 5          |
| 1975 | Дніпропетровськ | 44-й чемпіонат України |   |    |   | 7½ з 9    | Gold       |
| 1978 | Ялта            | 47-й чемпіонат України | 1 | 9  | 5 | 3½ з 15   | 15 — 16    |
| 1980 | Харків          | 49-й чемпіонат України |   |    |   | ? з 13    | нижче 6-го |
| 1983 | Мелітополь      | 52-й чемпіонат України | 3 | 2  | 4 | 5 з 9     | 15 — 22    |

## Зміни рейтингу
| На цьому місці має відображатися графік чи діаграма, однак з технічних причин його відображення наразі вимкнено. Будь ласка, не видаляйте код, який викликає це повідомлення. Розробники вже працюють для того, щоби відновити штатне функціонування цього графіка або діаграми. | |
| | На цьому місці має відображатися графік чи діаграма, однак з технічних причин його відображення наразі вимкнено. Будь ласка, не видаляйте код, який викликає це повідомлення. Розробники вже працюють для того, щоби відновити штатне функціонування цього графіка або діаграми. |